# Leśna Lewa
Leśna Lewa (biał. Левая Лясная), dawniej także Leśna Wschodnia – rzeka na Białorusi.
Długość rzeki wynosi 50 km, powierzchnia zlewni 750 km², a średni przepływ to 3,6 m³/s. Leśna Lewa łączy się w okolicach Kamieńca na Białorusi z rzeką Leśną Prawą, tworząc rzekę Leśną o dwóch źródłach, będącą dopływem Bugu.